# Julien Brocal
Julien Brocal es un pianista de música clásica francés nacido en 1987 en Arlés.

## Trayectoria
Julien Brocal comenzó sus estudios de piano a los cinco años y actuó por  primera  vez  ante  el  público  con  siete.  Estudió  con Erik Berchot y con Rena Shereshevskaya en la École Normale  de Musique de  Paris Alfred Cortot. Durante  su  formación Julien  fue  becado  por la Fundación Zaleski, la Asociación Assophie y la Fundación Safran.
En enero de 2013, tras una clase magistral en la Cité  de la  Musique de París con Maria  João  Pires, fue invitado por la pianista a seguir su formación como Residente en la Chapelle Musicale Reine Elisabeth de Belgique, donde nace el Proyecto Partitura.
Desde 2014, Maria João Pires y Julien Brocal han colaborado juntos en numerosos conciertos que les han llevado a tocar en festivales de música clásica y salas como  la Opera  de  Florencia, el Sheldonian Theatre en  Oxford, el Severance  Hall en Cleveland, en la sala de conciertos de la Filarmónica de Varsovia donde participaron en el Festival Chopin y en el Tippet Rise Art Center en Montana.
El objetivo del Proyecto Partitura es llevar la música clásica fuera de los circuitos tradicionales, por lo que Julien y Maria João Pires han  compartido recitales en salas más  pequeñas, ofreciendo  talleres y  participando  en programas  sociales y  educativos para niños, como el  proyecto social Equino x Choirs, creado por Maria João Pires y en el que Julien Brocal es miembro activo. Julien dice de esta actividad: "Tenemos un programa que elaboramos con científicos ligados principalmente a la psicología y las neurociencias. Hay muchas cosas hoy científicamente probadas como erradas pero que siguen implantadas en la educación de los niños. Nosotros introducimos el arte como herramienta de formación con el respaldo de las conclusiones científicas."
Julien es artista en residencia en el Centro de Artes de Belgais, creado  por  Maria João Pires, y su  primera grabación dedicada a Chopin se estrenó en octubre de 2016 bajo el sello discográfico británico Rubicon Classics. Brocal ofrece un recorrido por los Preludios Op. 28, de Chopin, que algunos consideran la obra cumbre del compositor, interpretando estas 24 miniaturas para formar un todo coherente. Su fraseo es fascinante, sin grandes gestos. La interpretación es tan precisa que las melodías fragmentadas del No 3 y del No 8 mantienen su persistencia mientras el acompañamiento decorativo gira alrededor de ellas. Sólo el frenético No 16 se le resiste un poco. El álbum también incluye su interpretación de la Sonata No 2 en si bemol menor con la misma intensidad en un tono más expansivo, y con la famosa Marcha Fúnebre que forma su clímax, que parece más trágica por su expresión contenida, suspirando sutilmente el fraseo y el legato que lo relaciona con las versiones clásicas de esta partitura interpretadas por Arthur Rubinstein.
OpusKlassiek dijo en su crítica: "Este es un gran Chopin, transparente y cálido al mismo tiempo, fabulosamente tocado tanto por la mano izquierda como por la derecha, dotado de un toque magistral y lleno de un anhelo inexpresable por algo que es imposible y sin embargo permite materializar de alguna manera. En resumen, estamos en el insondable reino de un Lipatti, Pollini, Blechacz ... a veces incluso Cortot.